# Antisemitismusbericht des Deutschen Bundestages
Der Antisemitismusbericht des Deutschen Bundestages versucht eine Bestandsaufnahme gegenwärtiger antisemitischer Strömungen in Deutschland vorzunehmen. Nachdem der Bundestag am 4. November 2008 zum 70. Jahrestag der Novemberpogrome 1938 forderte, den Kampf gegen Antisemitismus zu stärken und jüdisches Leben in Deutschland weiter zu fördern, beauftragte die Bundesregierung ein unabhängiges Expertenteam, einen Bericht zum Antisemitismus in Deutschland zu erstellen. Der Bericht wurde am 23. Januar 2012 vorgestellt. 2016 wurde er unter dem Titel Antisemitismus in Deutschland – aktuelle Entwicklungen fortgeschrieben.

## Inhalt
Der Antisemitismusbericht des Deutschen Bundestages beinhaltet sechs Kapitel:
I. Antisemitismus – Kontext und Definition,
II. Bestandsaufnahme,
III. Antisemitismus in der pluralen Gesellschaft,
IV. Präventionsmaßnahmen,
V. Fazit – die wichtigsten Ergebnisse des Berichts,
VI. Empfehlungen.
Kapitel und Unterkapitel werden jeweils mit einem zusammenfassenden „Fazit“ abgeschlossen.
Ein Fazit des Berichtes sagt, dass „latent antisemitische Einstellungen“, also Denkmuster, die sich nicht in Straftaten äußern, „in erheblichem Umfang“ bis „in die Mitte der Gesellschaft“ verankert sind. Wissenschaftler und Fachleute, die den Bericht erarbeitet haben, konstatieren, dass es diesen latenten Antisemitismus bei etwa 20 Prozent der Bevölkerung gebe. Dabei beziehen sie sich allerdings nicht auf eigene Erhebungen, sondern berufen sich im Bericht auf „die einschlägigen Untersuchungen“, die „von bis zu 20 Prozent der Bevölkerung“ sprechen. Und weiter heißt es dort:

„Aus alledem ergibt sich, dass Aussagen wie ‚15 Prozent der Deutschen sind antisemitisch‘ […] letztlich Einschätzungen sind, die auf bestimmten Interpretationen des vorhandenen Zahlenmaterials beruhen, über dessen Erhebung mitunter methodische Kritik durchaus angebracht sein kann. […] Insgesamt ist festzuhalten, dass Umfragen zum Thema Antisemitismus eher dazu geeignet sind, Trends aufzuzeigen, als präzise Zahlen für einen bestimmten Stichtag zu liefern.“

Besonders gefährlich erscheine die „Anschlussfähigkeit des bis weit in die gesellschaftliche Mitte reichenden und nicht hinreichend geächteten Antisemitismus für rechtsextremistisches Gedankengut“. Der Bericht verweist aber auch darauf, dass viele Verlautbarungen in der Presse, die entsprechende Inhalte transportieren, „zumeist gedankenlose Stereotypisierungen [sind], mit der keine antisemitische Absicht verbunden sein muss.“ Als Beispiel wird die Illustrierung von Berichterstattung über Wahlen in Israel „in einer Art Automatismus mit Bildern von ultraorthodoxen Juden“ genannt.
Im linksextremen Lager sieht der Bericht „inhaltliche Anknüpfungspunkte für Antisemitismus in der Israelkritik“ („Israel als künstlicher Staat ohne Existenzberechtigung, der mit Genozid und Rassismus in Verbindung gebracht wird“). Im Fazit schreibt der Bericht dazu:

„Definiert man Antisemitismus als Feindschaft gegen Juden als Juden, […] lassen sich für eine solche Position keine ideologieimmanenten Anhaltspunkte im anarchistischen oder kommunistischen Selbstverständnis finden. Daher verwundert auch nicht, dass die Verfassungsschutzbehörden als Beobachter des politischen Extremismus zwar Antisemitismus für den Islamismus und Rechtsextremismus, aber nicht für den Linksextremismus belegen können.“

Der Bericht erwähnt das Internet als Medium zur Verbreitung von Antisemitismus, in dem Rechtsextreme, Holocaust-Leugner und extremistische Islamisten ihre Propaganda verbreiten. Der Expertenkreis empfiehlt, dass die Enquete-Kommission „Internet und digitale Gesellschaft“ antisemitische Stereotypisierungen und antisemitische Inhalte im Internet thematisiert.
Für den 200 Seiten starken Bericht werteten die Wissenschaftler unterschiedliche Untersuchungen aus, die auf Meinungsumfragen basieren. Der Bericht definiert sich als „eine erste Bestandaufnahme, die den Fokus auf bestimmte Schwerpunkte legt und die Grundlage für mögliche spätere Berichte bilden soll“. Des Weiteren erklärt die Expertengruppe: „… das Ausmaß des Antisemitismus lässt sich – ebenso wenig wie seine Wirkung auf Einzelne, auf Gruppen und auf die Gesellschaft insgesamt – nicht verbindlich bestimmen.“

## Unabhängiger Expertenkreis Antisemitismus
Die konstituierende Sitzung des unabhängigen Expertenkreises Antisemitismus fand im September 2009 statt.
Das Gremium soll regelmäßig den Antisemitismusbericht des Deutschen Bundestages vorlegen. Als Koordinatoren fungieren Peter Longerich und Juliane Wetzel.
Die Mitglieder waren zunächst Wissenschaftler und Praktiker:
- Aycan Demirel, Leiter der Kreuzberger Initiative gegen Antisemitismus (KIgA)
- Olaf Farschid, Islamwissenschaftler (Schwerpunkt: islamistische Ideologie, Islamische Ökonomik und politische Ikonographie des Nahen Ostens) und wissenschaftlicher Referent bei der Senatsverwaltung für Inneres, Berlin
- Elke Gryglewski, wissenschaftlich-pädagogische Mitarbeiterin der Gedenk- und Bildungsstätte Haus der Wannsee-Konferenz
- Johannes Heil, erster Prorektor der Hochschule für Jüdische Studien Heidelberg
- Peter Longerich, Professor of German History, Royal Holloway, University of London
- Armin Pfahl-Traughber, Lehrbeauftragter an der Universität Bonn, Herausgeber des Jahrbuchs für Extremismus- und Terrorismusforschung
- Martin Salm (Ende 2010 ausgeschieden), Vorstandsvorsitzender der Stiftung „Erinnerung, Verantwortung und Zukunft“ (EVZ)
- Julius H. Schoeps, Direktor des Moses Mendelssohn Zentrums für europäisch-jüdische Studien in Potsdam
- Wahied Wahdat-Hagh, Senior Research Fellow bei der European Foundation for Democracy (EFD)
- Juliane Wetzel, wissenschaftliche Mitarbeiterin am Zentrum für Antisemitismusforschung der Technischen Universität Berlin, geschäftsführende Redakteurin des Jahrbuchs für Antisemitismusforschung, Mitglied der Task Force for International Cooperation on Holocaust Education, Remembrance and Research.

Zur Ergänzung des empirischen Abschnitts und der gegenwärtigen Situation innerhalb der Kirchen wurden vier externe Expertisen angefertigt, die online abrufbar sind. Autor einer Expertise war Soziologe Werner Bergmann, Professor am Zentrum für Antisemitismusforschung an der TU Berlin, der in einem Interview Hintergründe des Antisemitismus in Deutschland erläuterte.
Anfang 2015 wurde das Gremium neu zusammengestellt und hat seit der konstituierenden Sitzung am 19. Januar 2015 folgende Mitglieder:
- Werner Bergmann, Professor der Soziologie am Zentrum für Antisemitismusforschung an der Technischen Universität Berlin (bis September 2016)
- Aycan Demirel (s. o.)
- Elke Gryglewski (s. o.)
- Klaus Holz, Soziologe, Generalsekretär der Evangelischen Akademien in Deutschland, Berlin
- Beate Küpper, Diplompsychologin, Hochschule Niederrhein, Sozialwesen (FH), Krefeld
- Armin Pfahl-Traughber (s. o.)
- Patrick Siegele, Philologe und Musikwissenschaftler, Direktor des Anne Frank Zentrums, Berlin
- Juliane Wetzel (s. o.)

Nach Kritik am Fehlen jüdischer Experten in diesem Gremium wurden im Mai 2015 in den Expertenkreis berufen:
- Andreas Nachama, Direktor der Stiftung Topographie des Terrors und
- Marina Chernivsky, Psychologin, Kompetenzzentrum für Prävention und Empowerment der Zentralwohlfahrtsstelle der Juden in Deutschland